# Itoplectis albipes
Itoplectis albipes är en stekelart som beskrevs av André Seyrig 1932. Itoplectis albipes ingår i släktet Itoplectis och familjen brokparasitsteklar. Utöver nominatformen finns också underarten I. a. evoluta.